# Grupo diédrico

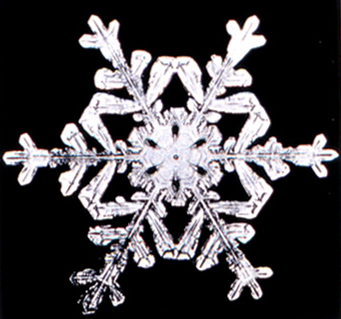
Este copo de nieve tiene la simetría diedral de un hexágono regular.

En matemáticas, un grupo diédrico o grupo diedral es el grupo de simetría de un polígono regular, incluyendo tanto rotaciones y reflexiones. Los grupos diedrales se encuentran entre los más simples ejemplos de grupos finitos, y juegan un rol importante en teoría de grupos, geometría, y química.

## Notación
Existen dos notaciones para el grupo diédrico asociado a un polígono con n lados. En geometría el grupo se denota como Dn, mientras que en álgebra el mismo grupo se denota como D2n para indicar el número de elementos.
En este artículo, Dn se refiere a las simetrías de un polígono regular con n lados.

## Definición

### Elementos

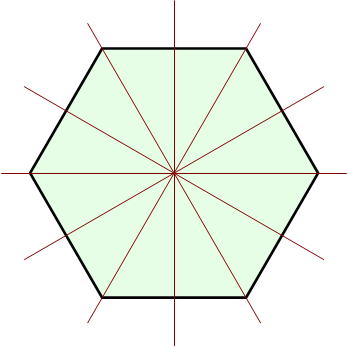
Las seis simetrías de reflexión de un hexágono regular.

Un polígono regular con n lados tiene 2n simetrías diferentes: n simetrías rotacionales y n simetrías de reflexión. Las rotaciones y reflexiones asociadas forman el grupo diedral Dn. Si n es impar, cada eje de simetría conecta el punto medio de un lado al vértice opuesto. Si n es par, hay n/2 ejes de simetría conectando los puntos medios de lados opuestos y n/2 ejes de simetría conectando vértices opuestos. En cada caso, hay n ejes de simetría en conjunto y 2n elementos en el grupo de simetría. La reflexión en un eje de simetría seguida por la reflexión en otros ejes de simetría produce una rotación de dos veces el ángulo entre los ejes. La siguiente imagen muestra el efecto de los dieciséis elementos de D8 en una señal de alto:
La primera fila muestra el efecto de las ocho rotaciones, y la segunda fila muestra el efecto de las ocho reflexiones.

### Estructura del grupo
Como con cualquier objeto geométrico, la composición de dos simetrías de un polígono regular es nuevamente una simetría. Esta operación brinda a las simetrías de un polígono la estructura algebraica de un grupo finito.

La composición de estas dos refexiones es una rotación.

La siguiente tabla de Cayley muestra el efecto de composición en el grupo D3 (las simetrías de un triángulo equilátero).  R0 denota la identidad; R1 y R2 denotan rotaciones en contra del sentido de las manecillas del reloj en 120 y 240 grados; y S0, S1, y S2 denotan reflexiones a través de las tres líneas mostradas en la imagen a la derecha.
|    | R0 | R1 | R2 | S0 | S1 | S2 |
| -- | -- | -- | -- | -- | -- | -- |
| R0 | R0 | R1 | R2 | S0 | S1 | S2 |
| R1 | R1 | R2 | R0 | S1 | S2 | S0 |
| R2 | R2 | R0 | R1 | S2 | S0 | S1 |
| S0 | S0 | S2 | S1 | R0 | R2 | R1 |
| S1 | S1 | S0 | S2 | R1 | R0 | R2 |
| S2 | S2 | S1 | S0 | R2 | R1 | R0 |

Por ejemplo, S2S1 = R1 debido a que la reflexión S1 seguida por la reflexión S2 resulta en una rotación de 120 grados. (Éste es el orden normal hacia atrás para la composición.) Nótese que la operación de composición no es conmutativa.
En general, el grupo Dn tiene elementos R0,...,Rn−1 y S0,...,Sn−1, con composición dada por las siguientes fórmulas:
{\displaystyle R_{i}\,R_{j}=R_{i+j},\;\;\;\;R_{i}\,S_{j}=S_{i+j},\;\;\;\;S_{i}\,R_{j}=S_{i-j},\;\;\;\;S_{i}\,S_{j}=R_{i-j}.}
En todos los casos, la adición y sustracción de subíndices debería ser realizada utilizando aritmética modular con módulo n.

### Representación matricial

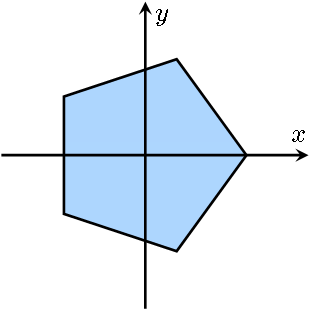
Las simetrías de este pentágono son transformaciones lineales.

Si centramos un polígono regular en el origen de coordenadas, entonces los elementos del grupo diedral actúan como transformaciones lineales del plano. Esto nos permite representar elementos de Dn como matrices, siendo la composición una multiplicación de matrices.
Esto es un ejemplo de una representación de grupo bidimensional.
Por ejemplo, los elementos del grupo D4 pueden ser representados por las siguientes ocho matrices:
{\displaystyle {\begin{matrix}R_{0}={\bigl (}{\begin{smallmatrix}1&0\\[0.2em]0&1\end{smallmatrix}}{\bigr )},&R_{1}={\bigl (}{\begin{smallmatrix}0&-1\\[0.2em]1&0\end{smallmatrix}}{\bigr )},&R_{2}={\bigl (}{\begin{smallmatrix}-1&0\\[0.2em]0&-1\end{smallmatrix}}{\bigr )},&R_{3}={\bigl (}{\begin{smallmatrix}0&1\\[0.2em]-1&0\end{smallmatrix}}{\bigr )},\\[1em]S_{0}={\bigl (}{\begin{smallmatrix}1&0\\[0.2em]0&-1\end{smallmatrix}}{\bigr )},&S_{1}={\bigl (}{\begin{smallmatrix}0&1\\[0.2em]1&0\end{smallmatrix}}{\bigr )},&S_{2}={\bigl (}{\begin{smallmatrix}-1&0\\[0.2em]0&1\end{smallmatrix}}{\bigr )},&S_{3}={\bigl (}{\begin{smallmatrix}0&-1\\[0.2em]-1&0\end{smallmatrix}}{\bigr )}.\end{matrix}}}
En general, las matrices para elementos de Dn tienen la forma siguiente:
{\displaystyle {\begin{aligned}R_{k}&={\begin{pmatrix}\cos {\frac {2\pi k}{n}}&-\sin {\frac {2\pi k}{n}}\\\sin {\frac {2\pi k}{n}}&\cos {\frac {2\pi k}{n}}\end{pmatrix}}\ \ {\text{y}}\\S_{k}&={\begin{pmatrix}\cos {\frac {2\pi k}{n}}&\sin {\frac {2\pi k}{n}}\\\sin {\frac {2\pi k}{n}}&-\cos {\frac {2\pi k}{n}}\end{pmatrix}}.\end{aligned}}}
Rk es una matriz de rotación, que expresa una rotación en el sentido contrario a las manecillas del reloj a través de un ángulo de   2πk ⁄n.  Sk es una reflexión a lo largo de una línea que forma un ángulo de  πk ⁄ n con el eje x.

## Pequeños grupos diedrales
Para n = 1  tenemos Dih1. Esta notación es raramente utilizada excepto en el marco de las series, porque es igual a Z2. Para n = 2 tenemos Dih2, el grupo de Klein. Ambos son excepcionales dentro de la serie:
- Son abelianos; para todos los otros valores de n, el grupo  Dihn es no abeliano.
- No son subgrupos del grupo simétrico Sn, correspondiente al hecho que 2n > n! para estos n.

Los grafos ciclos de grupos diedrales consisten en un ciclo de n-elementos y ciclos de n 2-elementos. El vértice oscuro en los grafos ciclos debajo de varios grupos diedrales permanece para el elemento identidad, y los otros vértices son los otros elementos del grupo. Un ciclo consiste de potencias sucesivas de cada uno de los elementos conectados al elemento identidad.
| Dih1 | Dih2 | Dih3 | Dih4 | Dih5 | Dih6 | Dih7 |
| ---- | ---- | ---- | ---- | ---- | ---- | ---- |

## El grupo diedral como un grupo de simetría en 2D y grupo de rotación en 3D
Un ejemplo de grupo abstracto Dihn, y una forma común para visualizarlo, es el grupo Dn de isometrías euclídeas planas que mantienen fijo el origen. Estos grupos forman una de las dos series de grupos puntuales en dos dimensiones discretos. Dn consiste de n rotaciones de múltiplos de 360°/n respecto al origen, y n reflexiones a lo largo de sendas rectas a través del origen, formando ángulos de múltiplos de 180°/n entre sí. Estas transformaciones también se pueden entender como las simetrías de un polígono regular con n caras (para n ≥ 3, pero también para el caso degenerado n = 2, donde el polígono degenera a un segmento de recta en el plano).
El grupo diedral Dn es generado por una rotación r, de orden n, y una reflexión s, de orden 2, tales que:
{\displaystyle srs=r^{-1}\,}
(en términos geométricos: reflejada, la rotación luce como la rotación inversa).
En forma matricial, una rotación de {\displaystyle {\tfrac {2\pi }{n}}} radianes en sentido antihorario y una reflexión respecto del eje x vienen dadas por las aplicaciones lineales con matrices asociadas:
{\displaystyle r={\begin{bmatrix}\cos {2\pi  \over n}&-\sin {2\pi  \over n}\\[8pt]\sin {2\pi  \over n}&\cos {2\pi  \over n}\end{bmatrix}}\qquad s={\begin{bmatrix}1&0\\0&-1\end{bmatrix}}}
(en términos de números complejos: multiplicación por {\displaystyle e^{2\pi i \over n}} y conjugación compleja, respectivamente).
Tomando
{\displaystyle r_{1}={\begin{bmatrix}\cos {2\pi  \over n}&-\sin {2\pi  \over n}\\[8pt]\sin {2\pi  \over n}&\cos {2\pi  \over n}\end{bmatrix}}\qquad s_{0}={\begin{bmatrix}1&0\\0&-1\end{bmatrix}}}
y definiendo {\displaystyle r_{j}=r_{1}^{j}} and {\displaystyle s_{j}=r_{j}\,s_{0}} for {\displaystyle j\in \{1,\ldots ,n-1\}} podemos reescribir las reglas del producto en Dn como:
{\displaystyle r_{j}\,r_{k}=r_{(j+k){\text{ mod }}n}}
{\displaystyle r_{j}\,s_{k}=s_{(j+k){\text{ mod }}n}}
{\displaystyle s_{j}\,r_{k}=s_{(j-k){\text{ mod }}n}}
{\displaystyle s_{j}\,s_{k}=r_{(j-k){\text{ mod }}n}.}
El grupo diedral D2 es generado por la rotación r de 180 grados, y la reflexión s a través del eje x. Los elementos de D2 pueden entonces ser representados como {e, r, s, rs}, donde e es la identidad o transformación nula y rs es la reflexión respecto del eje y.
D2 es isomorfo al grupo de Klein.

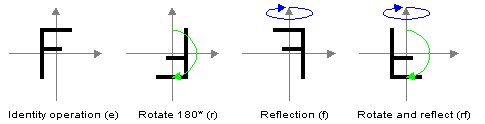
Los cuatro elementos de D_{2} (el eje x es vertical aquí).

Si el orden de Dn es mayor que 4, las operaciones de rotación y reflexión en general no conmutan y Dn no es abeliano; por ejemplo, en D4, una rotación de 90 grados seguida por una reflexión da un resultado diferente de una reflexión seguida por una rotación de 90 grados (ver segunda imagen a la derecha).

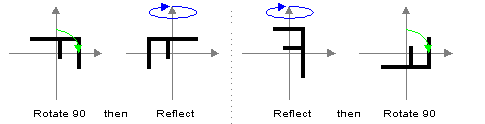
D_{4} es no-abeliano (el eje x es vertical aquí).

Así, más allá de su aplicación obvia a problemas de simetría en el plano, estos grupos están entre los ejemplos más simples de grupos no-abelianos, y como tal, surgen con frecuencia como contraejemplos sencillos a teoremas que están restringidos a grupos abelianos.
Los 2n elementos de Dn pueden ser escritos como e, r, r2, ..., rn−1, s, r s, r2 s, ..., rn−1 s. Los primeros n elementos listados son rotaciones y el resto de elementos son n reflexiones axiales (todas ellas tienen orden 2). El producto de dos rotaciones o dos reflexiones es una rotación; el producto de una rotación y una reflexión es una reflexión.
Hasta ahora, hemos considerado que Dn como un subgrupo de O(2), por ejemplo el grupo de rotaciones (respecto al origen) y reflexiones (a lo largo de ejes a través del origen) del plano. Sin embargo, la notación Dn es usada también para un subgrupo de SO(3) que es también un grupo abstracto de tipo Dihn: el grupo de simetría apropiado para un polígono regular incrustado en en el espacio tridimensional (si n ≥ 3). Tal figura puede ser considerada como un sólido regular degenerado con su cara contada dos veces. Por tanto, es llamada también diedro (en griego: sólido con dos caras), que explica el nombre de grupo diedral o diédrico (en analogía con grupo tetraédrico, octaédrico e icosaédrico, refiriéndose a los grupos de simetría de un tetraedro, octaedro, e icosaedro regulares respectivamente).

### Ejemplos de simetría diédrica 2D
- Wikimedia Commons alberga una categoría multimedia sobre Grupo diédrico.

Simetría 2D D6 – Estrella roja de David.
Simetría 2D D12 – Cantón de la bandera de la república de China (sol blanco).
Simetría 2D D16 – Emblema imperial de Japón, que representa un crisantemo de dieciséis pétalos.
Simetría 2D D24 – Chakra Ashoka, como se representa en la bandera de la India.

## Definiciones equivalentes
Existen definiciones adicionales equivalentes de Dihn, el cual puede ser:
- El grupo de automorfismo del grafo que consiste solamente en un ciclo con n vértices (si n ≥ 3).
- El grupo con presentación

{\displaystyle D_{n}=\langle r,s\mid r^{n}=1,s^{2}=1,srs^{-1}=r^{-1}\rangle }
o
{\displaystyle D_{n}=\langle x,y\mid x^{n}=y^{2}=(xy)^{2}=1\rangle .}
(cualquier grupo no-abeliano simple y finito (de orden par) puede ser generado por dos elementos de orden 2.
De la segunda presentación se sigue que {\displaystyle D_{n}} pertenece a la clase de grupo de Coxeter.
- El producto semidirecto de grupos cíclicos Zn y Z2, con Z2 actuando sobre Zn por inversión (así, {\displaystyle D_{n}} siempre tiene un subgrupo normal isomorfo al grupo Zn

{\displaystyle \mathbb {Z} _{n}\rtimes _{\varphi }\mathbb {Z} _{2}} es isomorfo a {\displaystyle D_{n}} si {\displaystyle \varphi (0)} es la identidad y {\displaystyle \varphi (1)} es la inversión.

## Propiedades
Si consideramos {\displaystyle D_{n}} (n ≥ 3) como el grupo de simetría de un polígono regular de n lados y vértices, vemos que {\displaystyle D_{n}}es un subgrupo del grupo simétrico Sn pues cada uno de sus elementos se puede ver como una permutación de los n vértices.
Las propiedades de los grupos diedrales {\displaystyle D_{n}} con n ≥ 3 generalmente dependen de si n es par o impar. Por ejemplo, el centro de {\displaystyle D_{n}} consiste solamente de la identidad si n es impar, pero si n es par, el centro tiene dos elementos, concretamente la identidad y el elemento rn / 2 (viendo {\displaystyle D_{n}} como un subgrupo de O(2), esto es la rotación de 180 grados; debido a que también lo podemos ver como una multiplicación escalar por −1, está claro que conmuta con cualquier transformación lineal y, en particular, que pertenece al centro del grupo).
Para el doble de un n impar, el grupo abstracto {\displaystyle D_{2n}} es isomorfo con el producto directo de {\displaystyle D_{n}} y el grupo cíclico {\displaystyle \mathbb {Z} _{2}}.
Si m es divisor de n, entonces {\displaystyle D_{n}} tiene n/m subgrupos diédricos del tipo {\displaystyle D_{m}}, y un subgrupo cíclico {\displaystyle \mathbb {Z} _{m}}. Por tanto, el número total de subgrupos de {\displaystyle D_{n}} (n ≥ 1), es igual a d(n) + σ(n), donde d(n) es el número de divisores positivos de n y σ(n) es la suma de los divisores positivos de n.

### Clases de conjugación de las reflexiones
Todas las reflexiones son conjugadas a cada una de ellas en el caso de n impar, pero caen en dos clases de conjugación si n es par. Si pensamos en las isometrías de un polígono regular de n lados: para n impar hay rotaciones en el grupo entre cada par de espejos, mientras que para n par solamente la mitad de los espejos pueden ser alcanzados desde alguna de estas rotaciones. Geométricamente, en un polígono impar cada eje de simetría pasa a través de un vértice y una cara, mientras que en un polígono par la mitad de los ejes pasan a través de dos vértices, y la mitad pasa a través de dos caras.
Algebráicamente, esto es un ejemplo del Teorema de Sylow conjugado (para n impar): para n impar, cada reflexión, junto con la identidad, forman un subgrupo de orden 2, que es un subgrupo de Sylow ({\displaystyle 2=2^{1}} es la potencia máxima de 2 que divide a {\displaystyle 2n=2(2k+1)}), mientras que para n par, estos subgrupos de orden 2 no son subgrupos de Sylow debido a que 4 (una potencia más alta de 2) divide el orden del grupo.
Para n par existe en cambio un automorfismo externo que intercambia los dos tipos de reflexiones (propiamente, una clase de automorfismo externo, que están todos conjugados por un automorfismo interno).

## Grupo de automorfismo
El grupo de automorfismo de {\displaystyle D_{n}} es isomorfo al grupo afín Aff(Z/nZ) {\displaystyle =\{ax+b\mid (a,n)=1\}} y tiene orden {\displaystyle n\phi (n),} donde {\displaystyle \phi } es la función φ de Euler, el número de k en {\displaystyle 1,\dots ,n-1} es primo con n.
Puede ser entendido en términos de los generadores de una reflexión y una rotación elemental (rotación por {\displaystyle k(2\pi /n)}, para k primo a n); cuyos automorfismos son internos y externos dependiendo de la paridad de n:
- Para n impar, el grupo diedral es descentrado, así que cualquier elemento define un automorfismo interno no trivial; para n par, la rotación por 180° (reflexión a través del origen) es el elemento no trivial del centro.
- Así, para n impar, el grupo de automorfismo interno tiene orden 2n, y para n par el grupo de automorfismo interno tiene orden n.
- Para n impar, todas las reflexiones son conjugadas; para n par, ellas caen dentro de dos clases (aquellas a través de dos vértices y aquellas a través de dos caras), relacionadas por un automorfismo externo, que puede ser representado por rotación por {\displaystyle \pi /n} (la mitad de la rotación mínima).
- Las rotaciones son un subgrupo normal; la conjugación por una reflexión cambia el signo (dirección) de la rotación, pero de otra forma permanece sin cambio. Así, los automorfismos que multiplican ángulos por k (primos a n) son externos a menos que {\displaystyle k=\pm 1.}

### Ejemplos de grupos de automorfismo
Dih9 tiene 18 automorfismos internos. como grupo de isometría 2D D9, el grupo tiene espejos a intervalos de 20°. Los 18 automorfismos internos proveen rotación a los espejos por múltiplos de 20°, y reflexiones. Como grupo isométrico, todos éstos son automorfismos. Como grupo abstracto hay, además a éstos, 36 automorfismos externos, por ejemplo multiplicando los ángulos de rotación por 2.
Dih10 tiene 10 automorfismos internos. Como grupo de isometría 2D D10, el grupo tiene espejos a intervalos de 18°. Los 10 automorfismos internos proveen rotación de los espejos por múltiplos de 36°, y reflexiones. Como grupo de isometría hay 10 automorfismos más; hay conjugados por isometrías fuera del grupo, rotando los espejos 18° con respecto a los automorfismos internos. Como grupo abstracto hay, además de estos 10 automorfismos internos y 10 automorfismos externos, otros 20 automorfismos externos adicionales, por ejemplo multiplicando las rotaciones por 3.
Comparando los valores 6 y 4 para la función φ de Euler, el grupo multiplicativo de enteros módulo n para n = 9 y 10, respectivamente, esto triplica y duplica el número de automorfismo comparado con los dos automorfismos como isometrías (manteniendo igual el orden de las rotaciones o invirtiendo el orden).

## Generalizaciones
Hay varias generalizaciones importantes de los grupos diedrales:
- El grupo diédrico infinito es un grupo infinito con estructura algebraica similar a los grupos diedrales finitos. Esto puede ser visto como el grupo de simetrías de los enteros.
- El grupo ortogonal O(2), por ejemplo el grupo de simetría del círculo, también tiene propiedades similares a los grupos diedrales.
- La familia de grupos diédricos generalizados incluye ambos ejemplos anteriores, así como muchos otros grupos.
- Los grupos cuasidiédricos son familia de grupos finitos con propiedades similares a las de los grupos diedrales.